# Campionati europei individuali di ginnastica artistica 2013 - Volteggio maschile
La finale ad attrezzo al volteggio ai Campionati Europei si è svolta allo Sportivnyj Kompleks Olimpijskij di Mosca, Russia il 20 aprile 2013.

## Podio
| Oro                   | Argento               | Bronzo                |
| Denis Abljazin Russia | Flavius Koczi Romania | Artur Davtyan Armenia |

## Qualificazioni
| Pos. | Ginnasta               | Totale | Qual. |
| ---- | ---------------------- | ------ | ----- |
| 1    | Denis Abljazin         | 15.337 | Q     |
| 2    | Ihor Radivilov         | 15.183 | Q     |
| 3    | Flavius Koczi          | 15.054 | Q     |
| 4    | Oleg Verniaiev         | 14.983 | Q     |
| 5    | Matthias Fahrig        | 14.899 | Q     |
| 6    | Artur Davtyan          | 14.766 | Q     |
| 7    | Jeffrey Wammes         | 14.683 | Q     |
| 8    | Petrus Laulumaa        | 14.550 | Q     |
| 9    | Marius Daniel Berbecar | 14.549 | R1    |
| 10   | Luis Filipe de Araujo  | 14.499 | R2    |
| 11   | Theo Seager            | 14.458 | R3    |

## Classifica
| Pos.    | Ginnasta        | D. Score | E. Score | Penalità | 1° Parziale | D. Score | E. Score | Penalità | 2° Parziale | Totale |
| ------- | --------------- | -------- | -------- | -------- | ----------- | -------- | -------- | -------- | ----------- | ------ |
| Oro     | Denis Abljazin  | 6.000    | 9.433    | —        | 15.433      | 6.200    | 9.183    | —        | 15.383      | 15.408 |
| Argento | Flavius Koczi   | 6.000    | 9.158    | —        | 15.158      | 5.600    | 9.016    | —        | 14.616      | 14.887 |
| Bronzo  | Artur Davtyan   | 6.000    | 9.366    | 0.100    | 15.266      | 5.200    | 9.266    | —        | 14.466      | 14.866 |
| 4       | Petrus Laulumaa | 5.600    | 9.466    | —        | 15.066      | 5.200    | 9.333    | —        | 14.533      | 14.799 |
| 5       | Ihor Radivilov  | 6.000    | 9.391    | —        | 15.391      | 6.000    | 8.066    | 0.100    | 13.966      | 14.678 |
| 6       | Oleg Verniaiev  | 6.000    | 9.466    | —        | 15.466      | 6.000    | 8.166    | 0.300    | 13.866      | 14.666 |
| 7       | Jeffrey Wammes  | 5.600    | 9.200    | —        | 14.800      | 8.066    | —        | —        | 13.866      | 14.333 |
| 8       | Matthias Fahrig | 6.000    | 8.166    | —        | 14.166      | 5.600    | 8.233    | 0.300    | 13.533      | 13.849 |
| Pos.    | Ginnasta        | 1° Salto | 1° Salto | 1° Salto | 1° Salto    | 2° Salto | 2° Salto | 2° Salto | 2° Salto    | Totale |